# 헬무트 차하리아스

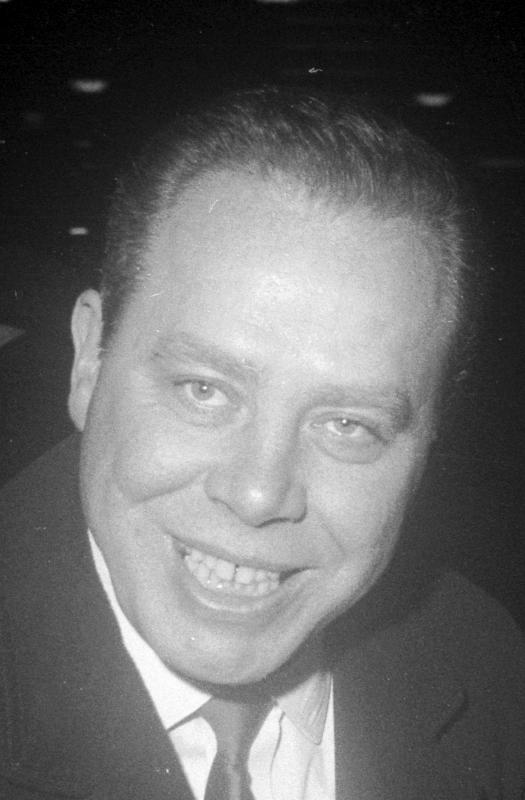
1965년

헬무트 차하리아스(Helmut Zacharias, 1920년 1월 27일 ~ 2002년 1월 28일)는 독일의 바이올린 연주자, 작곡가이며 400개이상의 작품을 만들고 1400만 개의 레코드를 판매했다. 수많은 영화에도 등장했다.
베를린에서 태어났다. 어릴 때부터 바이올린에 선천적 재능이 있어, 베를린 음악원을 나온 후, 1939년에는 한스 벤다 악단의 멤버가 되었다. 1942년에는 악단을 편성, 1943년에는 베르너 뮐러를 참가시켜 각지에서 연주공연을 하였다. 2차대전 후에는 재즈 바이올리니스트로서 활약하고, 뛰어난 기교와 독특한 음빛깔로 '매직 바이올린' 스타일을 만들어 유명해졌다.